# هاسكينز مونتجومري
هاسكينز مونتجومري هو سياسي أمريكي، ولد في 12 فبراير 1952 في باي سبرينغز في الولايات المتحدة. نشط حزبياً في الحزب الديمقراطي. وقد انتخب عضو مجلس ولاية مسيسيبي ‏.